# Селва (Бергамо)
Селва је насеље у Италији у округу Бергамо, региону Ломбардија.
Према процени из 2011. у насељу је живело 484 становника. Насеље се налази на надморској висини од 281 м.